# 歌う船
「歌う船」（うたうふね、英語: The Ship Who Sang）は、アン・マキャフリイが1961年に発表したSF短編小説。また、1969年に発売された短編集の表題作。本作の世界観を踏襲した「歌う船」シリーズが展開されている。

## 概要
本項における作中用語は2024年発売の「完全版」ではなく、それ以前の翻訳（いわゆる旧版）の記述に準拠する。
「人類が太陽系外宇宙にまで進出した〈中央諸世界〉と呼ばれる未来世界。新生児は身体に異常があっても脳波形テストの結果、精神的、知能的に問題が無いと判断された場合は、殻人（シェルパーソン）として生きることを新生児の親が選択することができた。」という設定の架空世界を舞台とするSF作品。殻人は機械類と脳神経を接続し、機械を手足のように操る一種のサイボーグである。
頭脳船（ブレインシップ）と呼ばれる宇宙船、偵察船XH-834号となった少女ヘルヴァを主人公とした連作が短編集としての本作であり、シリーズ連作には宇宙船ではなく都市制御コンピュータに接続され、都市そのものを自分の手足や感覚器とする殻人も登場する。
本作は、ダナ・ハラウェイが1984年に発表した論文『サイボーグ宣言』に強い影響を与えた。
重症障害新生児であってもブレイン・マシン・インタフェースを用いて、社会に溶け込んでいる本作を「生き物」と「機械」との二元論を超えた社会性と評価するむきもある。
大森望は女の子が宇宙船の身体を持つという本作の設定を「画期的なヒロイン像」とし、本作の発表以降に日本でのライトノベル、漫画、アニメにおいて同様の設定を持つ作品を産むことになり「当たり前」になったことを評している。
池澤春菜は、本作の中心を「宇宙船の身体をもった女の子」による「自分が孤独であるかもしれない」「（通常の肉体を持つ）他者との交感があるのか」という感情や気持にあるとし、「職業婦人としての気概」がありながらも、最終的にはラブロマンスとして成立することを評し、東京創元社創立60周年記念の一環としてオススメSF小説に本作を推している。池澤は2019年にも「平成最後に読むべき本」の1冊として本書を推している。

## 主な登場人物
ヘルヴァ
偵察船XH-834号の頭脳。番号の「H」はヘルヴァを指し、相棒（ブローン、筋肉の意）となる人間の名前によって「X」部分は変化する。
中央実験学校での16年の教育期間を優秀な成績で卒業した。中でも任意カリキュラムで選択した音楽、歌うことがヘルヴァを特徴づけた。
ヘルヴァの教育費、医療費、宇宙船の建造費などは借金扱いであり、返済するために〈中央諸世界〉からの命令に従う必要がある。
歌う事が趣味であり、宇宙船の機器を用いて1人でバス、バリトン、テノール、メゾソプラノやコントラルトといった幅広い声域で歌う事ができる。
ジェナン
ヘルヴァの最初の「筋肉」。ジェナンを相棒にしたヘルヴァはJH-834号となる。
ナイアル・パロラン
ヘルヴァの調整連絡官。訳者によっては「ニール・パローラン」表記もある。
ヘルヴァに愛情を抱いており、ヘルヴァの借金返済に有利になるような任務を割り当ていた。
シルヴィア
ヘルヴァの先輩の頭脳船。「歌った船」ではMS-422号。かつてはジェナンの父親サヒールを「筋肉」にしていたことがあり、任務中にサヒールを亡くしている。

## 用語
殻人（シェルパーソン）
先天的な理由でそのままでの生存に適さないような身体で産まれたが、精神的、知能的には問題が無い新生児を生命維持装置の整った金属の殻でおおわれた「殻（シェル）」に入れて、神経を各種電子端末の入出力に接続し、機器を操作できるようにして育てられたサイボーグの一種。脳下垂体手術を施すことによって肉体的な成長は停止させられている。
「殻心理学（シェルサイコロジー）」と呼ばれる技術で、身体を持たないことをストレスに感じないように刷り込みなども行われている。
寿命は一般人よりはるかに長く、作中では322歳の殻人も登場する。
「ミュータント監視団（MM）」、「知的少数派の権利を守る会（SPRIM）」といった殻人の人権を護るための団体も存在する。
非殻人（ソフトパーソン）
殻人と区別して、一般人を呼ぶときの呼称の1つ。宇宙船のような堅牢な身体を持たない一般人を蔑むような意味合いもある。
頭脳船（ブレインシップ）
殻人を中枢制御に組み込んだ宇宙船。殻人にとっては宇宙船そのものが自分の身体と認識されるようになる。
筋肉（ブローン）
頭脳船の専任乗員。筋肉の乗った頭脳船を「BB船（BBシップ）」とも呼ぶ。
ディラニスト
「ディラン派の歌手」とも呼ばれる。
「社会に対する抗議や解説を、音楽を用いて表現する人々」と作中で解説されている。また、優れたディラニストは「どうしても頭から離れない」ようなメロディーを生み出すことができるとされており、ごく初期のディラン作品として『風に吹かれて』が作中で例示されている。
作中では「殺した船」に登場するキラ・ファレルノヴァ・ミルスキーが現役のディラニストとされている。

## あらすじ
各短編の邦題や単語表記は2024年発売の「完全版」ではなく、それ以前の翻訳（いわゆる旧版）の記述に準拠する。

### 歌った船
偵察船XH-834号となったヘルヴァはジェナンという若者を相棒に選びJH-834号として医務局の仕事に就いた。様々な任務をこなすうちに、JH-834号はいつしか「歌う船」のあだ名で呼ばれるようになっていた。
ある時、新しい植民星系であるラヴェル星系の恒星ラヴェルが不安定になった。惑星の1つは住民の疎開が終わっていたが、もう1つの惑星は入植者の疎開が進んでいなかったため、JH-834号は住民疎開を行う任に就く。残った入植者たちは敬虔で瞑想生活を送るために移住しており、恒星ラヴェルの変化も単なる自然現象と認識していた。疎開作業は難航を極めたが、最後に残ったある女子修道院の修道女たちをどうにかして説得することに成功する。船内は満室状態で、ジェナンは3人の修道女と共に宇宙服を着たままエアロックに残った。しかし、説得に時間がかかったことで、JH-834号は恒星ラヴェルの熱波にさらされてしまう。エアロックの室温はみるみる上がり、錯乱した修道女たちを抑えようとするうちにジェナンの宇宙服の冷却装置が故障してしまった。ヘルヴァには何もできず、ジェナンは死んでしまった。
基地に帰還したヘルヴァはジェナンの亡骸が自分の船内から運び出され埋葬されるのを見守るのだった。

### 嘆いた船
ジェナンの葬儀を終えたヘルヴァに新しい任務が与えられる。
物理療法士シオダを連れて惑星ヴァン・ゴッホに赴き、宇宙病の生存者の社会復帰計画に助力することだった。宇宙病は筋力が極端に低下して瞼を動かすにも途方もない労力が必要となる症状だった。投薬も手術も効果は無く、筋肉の動かし方を再び覚え込ませる物理療法だけが効果を望めた。
シオダは、かつて別の惑星で同じ宇宙病が流行したときに家族全てを失っていたのだった。自分だけが生き残ったことの無力さと哀しみを忘れるために物理療法士として生きてきたシオダは自分と同じようにジェナンを失ったヘルヴァの悲しみも理解した。任務を完了したヘルヴァは、シオダによって哀しみを癒され、新しい任務へと向かうのだった。

### 殺した船
新婚2年目で夫を失ったキラが新たな「筋肉」として配属され、ヘルヴァはKH-834号となった。
キラとの最初の任務は、種族維持庁からの依頼。ネッカー星系の住民と類似した遺伝子型を有する受精卵10万個を各星系から集め、運ぶ「コウノトリ作戦」であった。
惑星アリオスから1万5千の受精卵を提供すると連絡を受けたKH-834号は惑星アリオスへ向かうが、様子がおかしい。惑星アリオスは過酷な環境から「死が最大の祝福」という思想になっており、KH-834号が運んでいる受精卵を「祝福」するためにだましていたのだった。その信仰の中心となっていたのが、伴侶を亡くし錯乱して放浪船となって行方知れずだった732号だった。ヘルヴァは緊急事態として〈中央諸世界〉から732号の金属殻を開くパスワードを聞き出し、これを唱え、キラが732号に麻酔薬を流し込んで732号を葬った。

### 劇的任務
3年に渡る「コウノトリ作戦」が終了した。
メタン=アンモニアの大気を持つベータ・コルヴィ（からす座β星）第6惑星に未知の知的生命体が発見され、ベータ・コルヴィ人の持つ超技術を〈中央諸世界〉は欲した。ベータ・コルヴィ人が交易の対象として欲したのは人類の芝居、演劇であった。
ヘルヴァは、俳優たちを乗せてベータ・コルヴィ第6惑星へ向かう。途中、ヘルヴァがシェイクスピアの戯曲についても詳しいことを知った俳優の薦めでヘルヴァも芝居の稽古に参加することになった。
ベータ・コルヴィ第6惑星ではベータ・コルヴィ人の「精神転移装置」によって、ヘルヴァたちはベータ・コルヴィ人の身体に乗り移って『ロミオとジュリエット』の稽古を行った。

### あざむいた船
新しくヘルヴァが選んだ「筋肉」テロンは、最近4隻も謎の失踪事件を起こしているということで、頭脳船を信用していなかった。
薬品の輸送任務の際に、管制塔を通じてジクソン一行が乗船許可を求めてきた。ヘルヴァは断ったが規則を守ることを重視するテロンは乗船許可が管制塔からの正式な通知だということから、これを許してしまう。船内に入ってきたジクソン一行はテロンを殴り倒し、ヘルヴァの金属殻を開く極秘のパスワードを唱えた。これまでの頭脳船の失踪はジクソン一行の仕業だったのだ。
感覚が遮断されていたヘルヴァだったが、視覚と聴覚が回復する。ヘルヴァが「歌う船」だと知ったジクソンが、ヘルヴァを自分のコレクションに加えようとしたためだった。音の様子からジクソンたちが天然の洞窟の中にいることに気付いたヘルヴァは、ジクソンに請われて小網（レチクル）座の俗謡を歌う際に超音波を洞窟内に反響させてジクソン一行を殺害。この苦境から脱することに成功した。
ヘルヴァたち殻人の金属殻を開くパスワードの管理は厳重になり、ヘルヴァが納められている金属殻には独立した感覚器が備えられることになった。ヘルヴァは違約金を支払ってテロンを追い払ったが、失踪事件解決の報奨金はヘルヴァの負債を完済するに充分な金額であった。

### 伴侶を得た船
基地へ帰って来たヘルヴァに、返済の支払い手続きが完了しないうちはまだ基地に所属していることになると、新しい任務の話が持ち上がる。
それは、ベータ・コルヴィ人の技術で作られた新型機関の搭載試験と、新型機関の制御方法をベータ・コルヴィ人から聞き出すことであった。新型機関を搭載した最初の実験機は暴走して遠くまで行ってしまい、〈中央諸世界〉に戻って来るのまで9年はかかる計算だった。〈中央諸世界〉が製造した機関に何か問題があるのか、宇宙船に搭載した状態でベータ・コルヴィ人にアドバイスをもらう必要があった。
ヘルヴァは任務を引き受ける条件として「筋肉」にナイアル・パロランを指名する。パロランはヘルヴァを単なる宇宙船などの「物」ではなく、1人の「人間」として見てくれていたからだった。しかし、パロランは逃げ出し、行方不明となってしまう。

### 蜜月旅行
新型機関の搭載が終わったヘルヴァは、ナイアル・パロランを乗せてベータ・コルヴィ第6惑星へ向かう。
ベータ・コルヴィ第6惑星で、ヘルヴァは、パロランとともに「精神転移装置」でベータ・コルヴィ人の身体に乗り移り、新型機関の問題点と対処法を教わった。パロランは、自分と同じ肉体を得たヘルヴァに歓喜し、（ベータ・コルヴィ人の肉体として）触れあった。ほんの瞬間であったが、ヘルヴァとパロランは五感を共有し、一体となっていた。
改修された新型機関は順調に動作し、ヘルヴァとパロランは基地へと帰還の途についた。

### 還る船
時は流れ、既にナイアル・パロランは老衰で死亡していた。ヘルヴァは、パロランのホログラフィーを写し、哀しみと後悔を紛らわしていた。ヘルヴァは、再びラヴェル星系での事件に巻き込まれる。かつてジェナンが命を賭して救った人々の子孫が住む、ラヴェルという同じ名前を持つ星系に、略奪民族コルナー人の艦隊がせまっていたのだ。そして事件の解決後、パロランの葬儀が基地で行われた。ヘルヴァはパロランの死を受け入れ、ホログラフィーを消したのだった。

## 作品
邦題、原題、初出媒体、初出年
- 「歌った船」The Ship Who Sang、ファンタジイ・アンド・サイエンス・フィクション、1961年
- 「嘆いた船」The Ship Who Mourned、 アスタウンディング、1966年
- 「殺した船」The Ship Who Killed、ギャラクシー・サイエンス・フィクション、1966年
- 「劇的任務」Dramatic Mission、アスタウンディング、1969年
- 「あざむいた船」The Ship Who Disappeared、イフ、1969年
- 「伴侶を得た船」The Partnered Ship、フィクション、1969年
- 「蜜月旅行」Honeymoon、『塔のなかの姫君』、1977年
- 「還る船」The Ship That Returned、『SFの殿堂 遥かなる地平2』 ロバート・シルヴァーバーグ編、1999年

収録書籍（邦訳版）
歌う船
「歌った船」、「嘆いた船」、「殺した船」、「劇的任務」、「あざむいた船」、「伴侶を得た船」（いずれも酒匂真理子訳）を収録。
創元SF文庫、1984年、ISBN 4-488-68301-0
塔のなかの姫君
「蜜月旅行」（浅羽莢子訳）を収録。
ハヤカワ文庫SF、1981年、ISBN 4-15-010421-2
SFの殿堂 遙かなる地平2
「還る船」（嶋田洋一訳）を収録。
ハヤカワ文庫SF、2000年、ISBN 4-15-011326-2
不死身の戦艦 宇宙連邦SF傑作選
「還る船」（嶋田洋一訳）を収録。
創元SF文庫、2021年、ISBN 978-4-488-77203-1
歌う船（完全版）
「船は歌った」、「船は悼んだ」、「船は殺した」、「劇的任務」、「船は欺いた」、「船はパートナーを得た」、「ハネムーン」、「船は還った」（いずれも嶋田洋一訳）、新藤克己による旧版解説、三村美衣による完全版解説を収録。
創元SF文庫、2024年、ISBN 978-4488683115